# Gepárd-fegyvercsalád
A Gepárd-fegyvercsalád magyar tervezésű és gyártású mesterlövész- és rombolópuskákból álló fegyvercsalád.

## Története
A Gepárd fegyvercsalád 12,7×107 mm-es (vagy 12,7×99 NATO) űrméretű egylövetű mesterlövész (GM1), ismétlő mesterlövész (GM5), öntöltő mesterlövész (GM4) és öntöltő romboló (GM2, GM2A1, GM6 Hiúz), valamint 14,5×114 mm-es űrméretű öntöltő nehéz romboló (GM3) fegyverekből áll.
A Magyar Honvédség a felsoroltak közül ezidáig a GM1, GM2, GM2A1, GM3 fegyvereket rendszeresítette. A Gepárd M1 mesterlövész puskát Földi Ferenc tervezte, a fegyvert az MH 1991-ben rendszeresítette, jelenleg[mikor?] is ez a legnagyobb számban rendelkezésre álló fegyver. A Gepárd rombolópuska-családot (GM2, GM3, GM6), valamint a GM4 és GM5 fegyvereket Szép József tervezte. Az első a GM2 puska azért született meg 1989-ben, hogy a 12,7 mm-es Gepárd M1 egylövetű mesterlövész puska mellé nagy tűzerejű fegyverek is alkalmazásra kerüljenek. A fejlesztés a Haditechnikai Intézet fejlesztési terve alapján 1988-ban indult.
A 7,62×51 (.308 Winchester) űrméretű Szép-féle mesterlövész puskát (amely hivatalosan nem tagja a Gepárd fegyvercsaládnak, bár egyesek Kisgepárdnak hívják) szintén Szép József tervezte, Szép Ferenc (Nyírgelse) a puska gyártója, mint ahogy a GM1, GM5 puskáknak is.
A többi Gepárd puskát a SERO Kft. (Budapest) gyártja és forgalmazza.
A 7,62×51 (.308 Winchester) űrméretű Szép féle mesterlövész fegyver képes az Egerszegi János által tervezett (szintén a HTI-ben Kertész Iván által vezetett fejlesztésű) hazai gyártású AP keményfém-magvas lövedékű töltényt is megbízhatóan tüzelni.

## A fejlesztés célkitűzései
- a fegyvert 1 fő legyen képes kezelni
- a lövőre ható terhelés ne legyen nagyobb, mint a 12-es sörétes puskától származó
- pontossága ne legyen rosszabb, mint a 7,62 mm-es SZVD távcsöves puskáé (végeredményben jobb lett)
- a lehető legkisebb szerkezeti hossza legyen
- többlet-szolgáltatások a 7,62 mm-es kaliberhez képest
- univerzális állványokra felfogható legyen

A fejlesztések eredményeként mindegyik célkitűzést teljesítik a fegyverek.

## A Gepárd-család tagjai
Az első változat (Gepárd M1) még egylövetű, a későbbi modellek (M2, M3, stb) öntöltőpuskák, az M5 ismétlő puska.
- Gepárd M1 – 12,7 mm-es űrméretű, 18 kg harci tömegű, 1200 mm-es szállítási hosszú, egylövetű romboló mesterlövész. 2000 m-es célzott lőtáv, álló alakra 1200 m-ig. Irányzék: 12×60 optikai+passzív éjjellátó. Páncélátütés 100 m-en 25 mm, 800 m-en 15 mm-es.
- Gepárd M2 - 18 kg harci tömegű (10 töltényes csigatárral) teljes csőhosszúságú öntöltő puska, némiképp rosszabb találati pontossággal, mint a GM1. A 10 lövés 2,5 másodpercen belül leadható, ebben az esetben a találatok mindegyike még benne fekszik egy 800 m céltávolságon oldalt álló PSZH méretű célban.
- Gepárd M2A1 – 14 kg harci tömegű (10 tölténnyel), 1230 mm-es szállítási hosszú légiszállítható öntöltő puska. 1000 m-ig tart a célzott lőtáv, álló alakra 700 m-ig. Irányzék: 6x42 optikai+passzív éjjellátó. Páncélátütés 100 m-en 20 mm, 800 m-en 10 mm-es.
- Gepárd M2AV – 12,7 mm-es űrméretű, 12 kg harci tömegű (5 tölténnyel), 800 mm szállítási hosszú személyvédő öntöltő puska. Célzott lőtáv 300 m, álló alakra: 100 m. Irányzék: mechanikus,  igény esetén elektrooptikai szemüveggel.
- Gepárd M3 – 14.5 mm-es űrméretű, 26 kg harci tömegű (10 tölténnyel), 1880 mm-es szállítási hosszú öntöltő romboló puska. Célzott lőtávolság 1500 m-ig, álló alakra 800 m-ig. Irányzék: 12×60 optikai+passzív éjjellátó. Páncélátütés 100 m-en 30 mm, 800 m-en >15 mm.
- A 14,5 × 114 mm-es „Elefánt”, a Francia Idegenlégió Gepárdja.
- Gepárd M5 (2003) – 12,7 mm űrméretű, 14 kg harci tömegű (5 tölténnyel) 1370mm-es szállítási hosszú mesterlövész ismétlő puska. Célzott lőtáv: 2000 m, álló alakra 1200 m. Irányzék: 12x60 optikai+passzív éjjellátó. Páncélátütés 100 m-en 25 mm, 800 m-en 15 mm. (Fontos, hogy a Gepárd M1-es verzióhoz képest szétszerelhető, táskában szállítható.)
- Gepárd M6 Hiúz öntöltő személyvédő romboló puska, a legmodernebb szerkezeti anyagok felhasználásával, elektrooptikai célzórendszerrel kapáslövések leadásához. A 730 mm csőhosszúságú, 11,4 kg harci tömegű (teljesen felszerelt, betárazott) puska találati pontossága 300 m céltávolságban sem rosszabb, mint 0,9 MoA.

## Külső hivatkozások
- A gyártó SERO Kft. honlapja
- A Gepárd mesterlövészpuska-család története
- C+D 7. Közép-Európai Védelmi Felszerelés és Repülési Szakkiállítás
- A Kaliber magazin cikke a Gepárd-fegyvercsaládról